# Nólsoy
Nólsoy [ˈnœlsɪ] és una de les divuit illes que conformen l'arxipèlag de les Fèroe. Té una superfície de 10.3 km² i una població de 234 habitants (2021) que es concentra en l'única localitat de l'illa anomenada també Nólsoy.

## Geografia
L'illa té una llargada de 9 km i s'estén de nord-oest a sud-est. El punt més elevat és el cim de l'Eggjarklettur, amb 372 metres d'altura.
A la costa sud hi ha dos caps anomenats Øknastangi (al sud-est) i Borðan (al sud), que tenen un far cada un. Els van construir a finals del segle xviii per lluitar contra els contrabandistes que feien perillar el sistema de l'impopular monopoli comercial imposat per Dinamarca. Avui en dia representen una de les principals atraccions turístiques de la zona. El més conegut d'aquests dos fars és el de Borðan, del qual el 2005 el Banc Nacional de Dinamarca en va emetre una moneda commemorativa de 20 dKK.
Només hi ha una localitat a l'illa, també anomenada Nólsoy, que pertany al municipi de Tórshavn, la capital de les Illes Fèroe. Es troba a la costa nord-oest de la península de Stongin, que connecta amb la resta de l'illa per un istme de tan sols uns metres d'amplada. Un trajecte de 20 minuts en ferri connecta l'illa amb Tórshavn, la qual es troba a tan sols 5 km de distància. Unes quaranta persones que viuen a Nólsoy aprofiten cada matí aquest servei. Els últims anys moltes famílies joves han deixat Tórshavn i s'han instal·lat a Nólsoy, on les cases són força més barates.

## Fauna
Nólsoy té una de les colònies més grans del món d'ocells de tempesta europeus (50.000 parelles). Les llebres de les neus i els ratolins que hi ha avui presents a l'illa són espècies introduïdes pels humans. Nólsoy té, a més, la seva pròpia subespècie de ratolí anomenada Mus m. domesticus faroeensis, una de les més grans del món. Nólsoy també acull la primera població coneguda a les Illes Fèroe de granotes roges.
L'illa ha estat declarada Àrea important per a la conservació de les aus per la BirdLife International, a causa de la seva importància com a lloc de cria de les aus marines. S'hi poden observar especialment els ja esmentats ocells de tempesta europeus, però també frarets (30.000 parelles) i somorgollaires alablancs (100 parelles).